# Candolleodendron brachystachyum
Candolleodendron es un género monotípico de plantas con flores perteneciente a la familia Fabaceae. Su única especie: Candolleodendron brachystachyum (DC.) R.S.Cowan, es originaria de Sudamérica donde se distribuye por Brasil y Guyana Francesa.

## Taxonomía
Candolleodendron brachystachyum fue descrita por (DC.) R.S.Cowan y publicado en Rhodora 68(776): 429. 1966.
Sinonimia
- Swartzia brachystachya DC.
- Tunatea brachystachya (DC.) Kuntze[3]